# Lasiodora tetrica
Lasiodora tetrica är en spindelart som först beskrevs av Simon 1889.  Lasiodora tetrica ingår i släktet Lasiodora och familjen fågelspindlar.
Artens utbredningsområde är Venezuela. Inga underarter finns listade i Catalogue of Life.